# British Sounds
Pour plus de détails, voir Fiche technique et Distribution.
British Sounds est un film d'une heure, réalisé en février 1969, par Jean-Luc Godard et Jean-Henri Roger, pour London Weekend Television. Celle-ci refusera le film livré et n'en diffusera que des extraits.
Le film est toutefois sorti en salle, Godard le signant alors du nom Groupe Dziga Vertov.

## Synopsis
« Film politique en ce sens que sa façon de procéder extrêmement simple permet à tous de le critiquer facilement ; et donc de faire la démarcation entre être de classe bourgeoise et prendre une position de classe prolétarienne. »

— Jean-Luc Godard
Il s'agit d'un documentaire politique sur la condition de la classe ouvrière britannique à la fin des années 1960. Le film commence par un long travelling (près de huit minutes) montrant la chaîne de montage de la MG sport dans une usine automobile de la British Motor Corporation à Dagenham, avec des ouvriers au travail. La scène rappelle le célèbre et très long plan séquence de Week-end, qui le précède de seulement deux ans. Le commentaire lit des extraits du Manifeste du parti communiste, puis une voix hors champ enfantine résume les dates clés des luttes ouvrières en Angleterre.
Dans la scène suivante, une voix féminine hors-champ lit des textes sur la condition des femmes, montrant un plan fixe d'un intérieur. Une femme nue sort d'une pièce et entre dans une autre, puis la même actrice est cadrée en gros plan sur son ventre et son pubis, enfin elle est filmée en train de parler au téléphone (il s'agit de Sheila Rowbotham, une militante féministe qui écrit dans le magazine Black Dwarf du mouvement de libération des femmes britannique).
Le cadre suivant montre le haut du corps d'un homme lisant des extraits de discours politiques anti-ouvriers, puis des textes de documents d'étudiants révolutionnaires. La séquence suivante filme une réunion de syndicalistes trotskystes, puis de jeunes étudiants dans un intérieur de l'Essex préparent des affiches politiques et modifient les paroles de certaines chansons des Beatles dans une tonalité révolutionnaire. Par exemple, on remplace le refrain de la chanson Hello, Goodbye par le slogan : « You Say U.S. And I Say Mao ». Dans l'épilogue, des mains aux poings serrés déchirent des drapeaux britanniques en papier.

## Fiche technique
Sauf indication contraire, les informations mentionnées dans cette section peuvent être confirmées par la base de données cinématographiques Unifrance,  présente dans la section « Liens externes ».
- Titre original : British Sounds
- Réalisation : Jean-Luc Godard, Jean-Henri Roger
- Scénario : Jean-Luc Godard, Jean-Henri Roger
- Photographie : Charles Stewart
- Montage : Elizabeth Kozmian
- Son : Frederick Sharp
- Production : Irving Teitelbaum, Kenith Trodd
- Sociétés de production : Kestrel Productions, London Weekend Television, Groupe Dziga Vertov
- Pays de production :  Royaume-Uni -  France
- Langue originale : anglais britannique
- Format : couleur - 1,37:1 - Son mono - 16 mm
- Durée : 62 minutes
- Dates de sortie :
  - États-Unis : 21 mai 1970
  - France : octobre 1977[4]

## Production et formation du groupe Dziga Vertov
Le Groupe Dziga Vertov est né de la rencontre entre Jean-Luc Godard, cinéaste qui, à partir de 1968, s'interroge sur son propre rôle et pense à se tourner vers l'action politique, et Jean-Pierre Gorin, militant politique intéressé par le langage cinématographique. British Sounds représente la première tentative du collectif de réaliser une œuvre qui réponde à deux exigences : être une « expression du militantisme » et agir en même temps sur le plan linguistique et métalinguistique.
Godard et le Vertovien Jean-Henri Roger ont travaillé sur le film en février 1969 à Londres, à Oxford, dans l'Essex et à Dagenham. Comme il n'existe pas de groupes maoïstes organisés, ils y rencontrent les trotskystes.

## Accueil critique
Au lieu d'une enquête sur les groupes minoritaires de la gauche radicale anglaise, comme cela avait été arrangé avec la production, le film montre une recherche de nouvelles relations entre l'image et le son. En l'absence de sujet et de personnages, le rôle de l'auteur se dissout dans la discipline totalisante de l'économie politique, dans l'« appel à la lutte ».
Cependant, cela se produit dans le cadre d'une démarche dialectique, qui oppose continuellement « une image à une autre image, un son à un autre son ». C'est précisément le son qui constitue l'aspect le plus original du film, qui enregistre des bruits de chaîne de montage, des chansons, des paroles et des discours anticapitalistes, résumés par la formule dialectique « La lutte des classes est aussi la lutte d'un son contre une image ». Dès Les Carabiniers, peut-être même dès les enregistrements en direct d'Opération Béton, Jean-Luc Godard avait considéré l'authenticité du son comme un aspect indispensable de la sincérité cinématographique. Et puisque la recherche d'un nouveau rapport entre le son et l'image est aussi une représentation du rapport entre la lutte et le sentiment, le film devient le théâtre d'une autocritique qui appartient davantage à l'homme Godard qu'au groupe Dziga Vertov.